# 鬼之城
鬼之城（きのじょう）是位在岡山縣總社市的神籠石式古代山城。築城者、築城年代皆不明。桃太郎傳說、溫羅傳說的舞台。國之史跡。日本100名城之一。

## 關連項目
- 日本城堡列表
- 日本100名城

## 外部連結
- 鬼ノ城（総社市）
- 甦る！古代吉備の国　謎の鬼ノ城（岡山県古代吉備文化財センター）
- 国指定文化財等データベース （页面存档备份，存于）